# Suchedniów Wąskotorowy
Suchedniów Wąskotorowy – dawna wąskotorowa towarowa stacja kolejowa w Suchedniowie, w województwie świętokrzyskim, w Polsce.